# Marcello Romano
Dom Marcello Romano (Conceição do Mato Dentro, 15 de agosto de 1965) é um bispo católico brasileiro. É o bispo emérito da diocese de Araçuaí.

## Formação
Fez o curso de filosofia no Mosteiro de São Bento, no Rio de Janeiro, e graduou-se em teologia no Seminário Nossa Senhora do Rosário, na diocese de Caratinga. Foi ordenado padre no dia 17 de dezembro de 1994. Incardinado ao clero da diocese de Guanhães, foi vigário paroquial na paróquia de São Miguel e Almas em Guanhães, reitor do santuário de Bom Jesus do Matosinhos e administrador diocesano no período em que a diocese ficou vacante.

## Episcopado
Foi nomeado bispo de Araçuaí no dia 13 de junho de 2012 e ordenado bispo no dia 8 de setembro de 2012 por Dom Emanuel Messias de Oliveira em sua cidade natal. Foram co-ordenantes o arcebispo emérito da Paraíba, Dom José Maria Pires, e o bispo de Guanhães, Dom Jeremias Antônio de Jesus. O novo bispo tomou posse no dia 16 de setembro de 2012 na Catedral de Araçuaí.
No dia 25 de março de 2020, o Papa Francisco aceitou sua renúncia ao governo episcopal da diocese de Araçuaí.

## Ordenações Episcopais
Dom Marcello Romano concelebrou a ordenção:
- Dom Jacy Diniz Rocha, 2017.